# Al Ousboui
Al Ousboui anciennement appelé Assabah Al Ousboui est un hebdomadaire tunisien en langue arabe qui paraît chaque lundi.